# Агрономски факултет Универзитета у Крагујевцу
Агрономски факултет Универзитета у Крагујевцу акредитована је државна високошколска и научноистраживачка установа у саставу Универзитета у Крагујевцу. Налази се у Чачку.

## Историјат
Агрономски факултет у Чачку започео је с радом 9. октобра 1978. године. Почетну кадровску основу за рад дали су Институт за воћарство у Чачку, Институт за стрна жита у Крагујевцу и Виша пољопривредна школа у Чачку.

## Делатност
- Образује кадрове за пољопривредну производњу и прехрамбену индустрију.
- Обавља научноистраживачку делатност у области биотехничких наука - биотехнологије, пољопривреде и технолошког инжењерства.
- Врши трансфер најновијих научних сазнања у привреду и друштво[3]

## Студије
Образовна одн. наставна делатност обавља се у складу са Законом о високом образовању Републике Србије, Статутом Универзитета у Крагујевцу, Статутом Агрономског факултета у Чачку и принципима Болоњске декларације, у оквиру следећих академских студијских програма

### Основне академске студије (студије првог степена)
- Општа агрономија (240 ЕСПБ)
- Прехрамбена технологија (240 ЕСПБ)
- Воћарство и виноградарство (240 ЕСПБ)
- Зоотехника (180 ЕСПБ)

### Мастер академске студије (студије другог степена)
- Агрономија (60 ЕСПБ)
- Прехрамбена технологија (60 ЕСПБ)

### Докторске академске студије (студије трећег степена)
- Агрономија (180 ЕСПБ)

## Катедре
Наставне и научноистраживачке активности организоване су у оквиру 9 катедри:
- Катедра за ратарство и повртарство
- Катедра за воћарство и виноградарство
- Катедра за сточарство и технологију прераде анималних сировина
- Катедра за биологију, микробиолошку биотехнологију и заштиту биља и производа
- Катедра за земљиште и механизацију
- Катедра за хемију и хемијско инжењерство
- Катедра за прехрамбену технологију
- Катедра за математику, физику и техничке науке
- Катедра за организационо-економске науке

## Научни и стручни скупови
Факултет организује следеће скупове:
- Научно-стручни симпозијум с међународним учешћем Саветовање о биотехнологији (првобитно, до 2002. године: Зимска школа за агрономе), од 1996. године
- Студентску конференцију Смотра научних радова студената агрономије, од 1998. године
- Симпозијум с међународним учешћем Пољопривреда и локални развој, који се одржава у Врњачкој Бањи, од 2002. године - као суорганизатор

## Издавачка делатност
Поред уџбеничке литературе, монографија, књига и осталих публикација од значаја за наставни и образовни рад, Агрономски факултет у Чачку објављује зборнике радова са скупова које организује, као и резултате научноистраживачких пројеката. Од 1996. године, издаје научни часопис Acta Agriculturae Serbica.